# وفورات الحجم

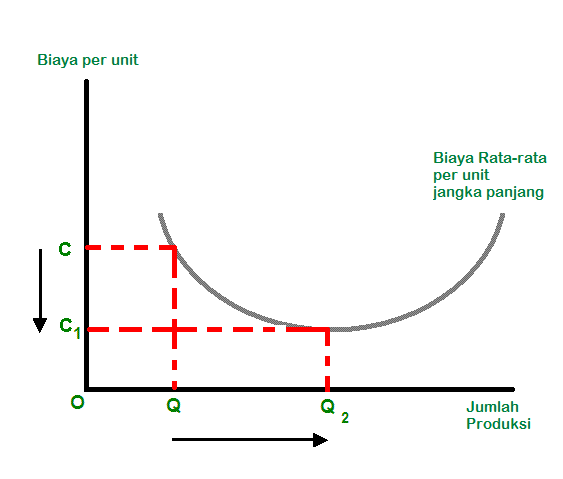

في الاقتصاد الجزئي وفورات الحجم أو اقتصاد الحجم هي مزايا التكلفة التي تحصل عليها الشركات بسبب حجم عملها (يقاس عادة بحجم الإنتاج المحقق)، فتتناقص تكلفة إنتاج وحدة إضافية من السلعة كلما زاد حجم الإنتاج.
تنطبق وفورات الحجم على مجموعة متنوعة من المواقف التنظيمية والتجارية وعلى مستويات مختلفة، على مستوى الإنتاج مثلًا أو المعمل أو على مستوى المؤسسة بأكملها. عندما يبدأ متوسط التكاليف في الانخفاض مع زيادة الإنتاج، تحدث وفورات الحجم. لبعض وفورات الحجم، مثل التكلفة الرأسمالية لمرافق التصنيع والخسائر بالاحتكاك في النقل والمعدات الصناعية، أساسٌ مادي أو هندسي.
مصدر آخر لاقتصاديات الحجم هو إمكانية شراء المدخلات بتكلفة أقل لكل وحدة إذا اشتريناها بكميات كبيرة.
يُنسب هذا المفهوم الاقتصادي إلى آدم سميث وفكرة الحصول على عائدات إنتاج أكبر من خلال استخدام تقسيم العمل. والضد من وفورات الحجم هو تبذيرات الحجم.
غالبًا ما يكون لوفورات الحجم حدود، مثل اجتياز نقطة التصميم المثالية، التي تبدأ بعدها تكاليف إنتاج كل وحدة إضافية في الازدياد. تشمل الحدود الشائعة تجاوز إمدادات المواد الخام القريبة، مثل الخشب في صناعة الخشب واللب والورق. هناك حد شائع لإنتاج البضائع بتكلفة منخفضة وهو إشباع السوق الإقليمية، وبالتالي يضطر المنتج لشحن بضاعته لمسافات غير مجدية اقتصاديًا ليتمكن من تصريفها. تشمل الحدود الأخرى استخدام الطاقة بكفاءة أقل أو وجود معدل أعلى من العيوب في الإنتاج.
عادة ما يكون المنتجون الكبار فعالين على المدى الطويل من إنتاج نفس الصنف، وبالتالي يجدون أنه من المكلف تبديل الأصناف المنتجة بشكل متكرر، لذلك يتجنبون السلع التخصصية على الرغم من أن لديها هوامش ربحية أعلى. غالبًا ما تظل منشآت التصنيع الأصغر (عادة ما تكون أكبر سنًا ايضًا) قابلة للحياة عن طريق التغيير من الإنتاج على مستوى السلع الأساسية إلى الإنتاج على مستوى المنتجات المتخصصة.
يجب أن تتميز وفورات الحجم بوفورات ناشئة عن زيادة في إنتاج معملٍ معين. عندما يُشغَّل المصنع دون طاقته الإنتاجية المثلى، تؤدي الزيادات في درجة استخدامه إلى انخفاض متوسط إجمالي تكلفة الإنتاج. لكن هذا الأمر، أي الوفورات في إنتاج مختلفٌ عن وفورات الحجم كما لاحظ نيكولاس جورجيسكو-روجن (1966) ونيكولاس كالدور (1972).

## نظرة عامة
المعنى البسيط لوفورات الحجم هو القيام بالأشياء بكفاءة أكبر مع زيادة حجم الإنتاج لدينا. المصادر الشائعة لوفورات الحجم هي عمليات الشراء (شراء المواد بكميات كبيرة من خلال عقود طويلة الأجل)، والإدارة (زيادة تخصص المديرين)، والمالية (الحصول على معدلات فائدة منخفضة عند الاقتراض من البنوك وإمكانية الوصول إلى مجموعة أكبر من الأدوات المالية)، والتسويق (توزيع تكلفة الإعلان على نطاق أكبر من الإنتاج في أسواق الإعلام)، والتكنولوجيا (الاستفادة من عوائد الحجم في وظيفة الإنتاج). تقلل كل من هذه العوامل متوسط تكاليف الإنتاج على المدى الطويل (LRAC) عبر تحريك منحنى متوسط التكلفة الإجمالية قصيرة المدى (SRATC) إلى الأسفل وإلى اليمين.
وفورات الحجم مفهوم قد يفسر الظواهر الواقعية مثل أنماط التجارة الدولية أو عدد الشركات العاملة في السوق. يساعد استغلال وفورات الحجم في تفسير سبب نمو الشركات بشكل كبير في بعض الصناعات، وهو أيضًا أحد مبررات سياسات التجارة الحرة، لأن بعض وفورات الحجم قد تتطلب سوقًا أكبر مما هو متوفّر داخل بلد معين; على سبيل المثال، لن يكون فعالًا بالنسبة لليشتنشتاين أن يكون لها صانع سيارات خاص بها إذا كان إنتاجه سيغذي السوق المحلية فقط. قد تكون شركة صناعة السيارات الوحيدة مربحة، ولكنها ستجني أرباح أكبر بكثير إذا صدرت السيارات إلى الأسواق العالمية بالإضافة إلى بيعها في السوق المحلية. تلعب وفورات الحجم أيضًا دورًا في «الاحتكار الطبيعي». هناك فرق بين نوعين من وفورات الحجم: داخلية وخارجية. الصناعة التي تُظهر وفورات حجم داخلية كبيرة هي الصناعة التي تنخفض فيها تكاليف الإنتاج عندما ينخفض عدد الشركات فيها، لكن الشركات المتبقية تزيد من إنتاجها لتحافظ على مستويات السوق السابقة. على النقيض من ذلك، تُظهر الصناعة وفورات خارجية ضخمة عندما تنخفض التكاليف بسبب دخول المزيد من الشركات إلى السوق، ما يسمح باستخدام أكثر كفاءة للخدمات المتخصصة وللآلات.